# Majer Rundstein

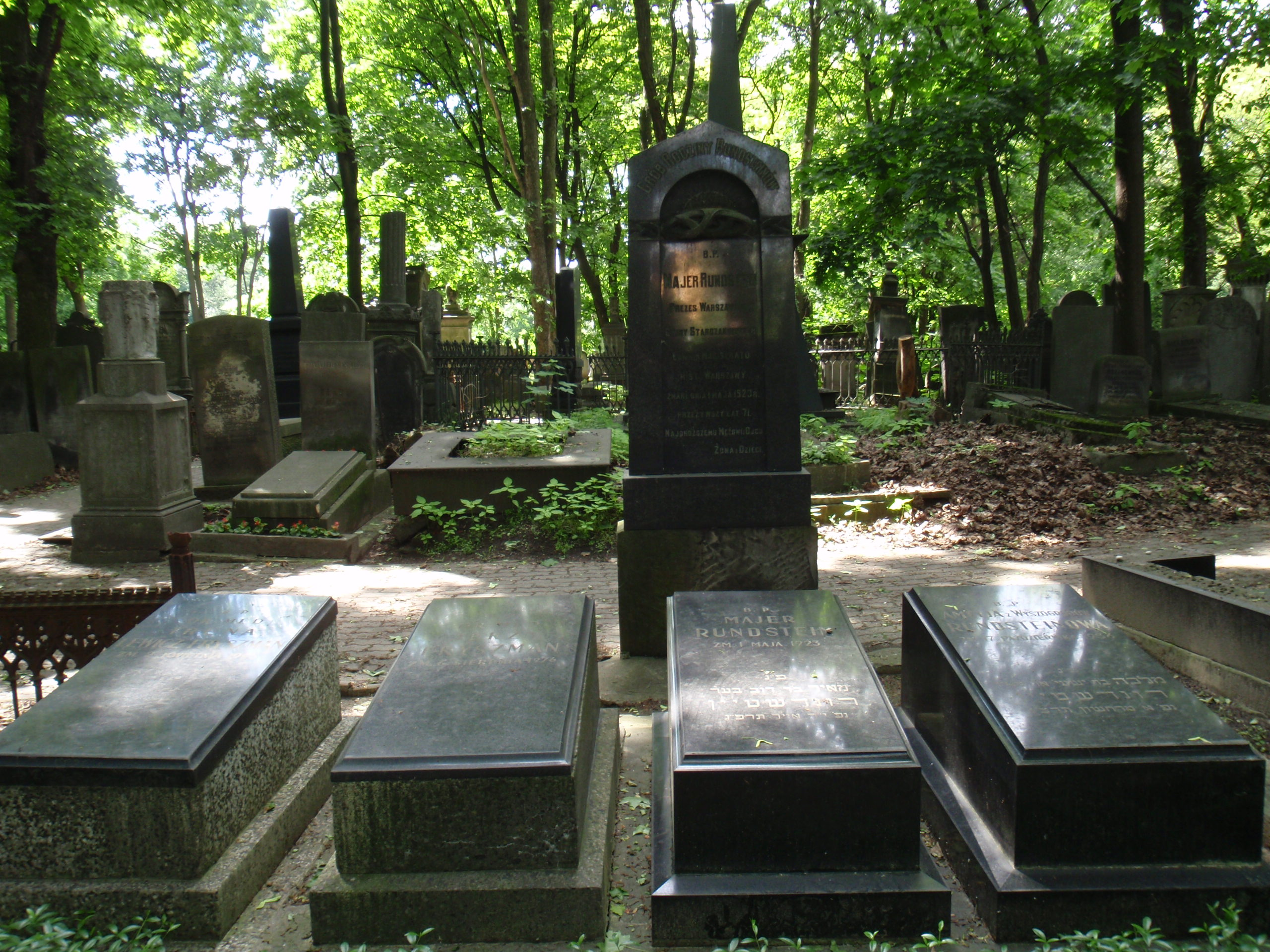
Grób Majera Rundsteina na cmentarzu żydowskim w Warszawie (drugi od prawej)

Majer Rundstein (ur. 1851 w Łodzi, zm. 30 kwietnia 1923 w Warszawie) – polski polityk i działacz żydowskiego pochodzenia, radny Warszawy, w latach 1918–1923 prezes warszawskiej gminy żydowskiej.
W młodości pracował w fabryce Poznańskiego w Łodzi, skąd przeniósł się do Warszawy, aby kierować sprzedażą towarów swego pracodawcy. Później został dyrektorem Banku Dyskontowego, który został przejęty przez towarzystwo akcyjne Izraela Poznańskiego. W 1912 został członkiem warszawskiej gminy wyznaniowej.
Majer Rundstein jest pochowany na cmentarzu żydowskim przy ulicy Okopowej w Warszawie (kwatera 10, rząd 5).